# Verbau

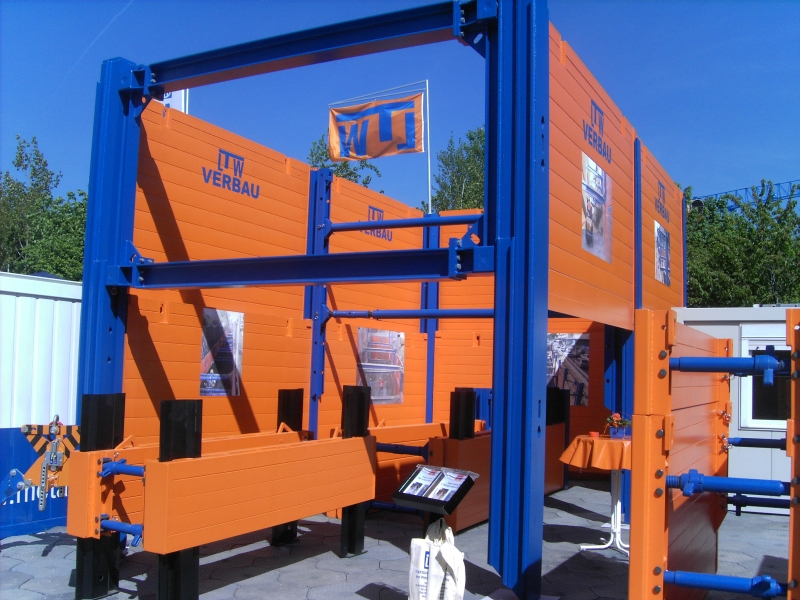
In Gräben einsetzbares Verbausystem aus Stahl

Als Verbau werden bauliche Maßnahmen und Einrichtungen zur Abstützung und Sicherung von Böschungen und Graben-, Gruben-, Schacht-, Tunnel- und Stollenwänden sowie Tunnel- und Stollendecken im Tief-, Tunnel-, Wasser- und Bergbau bezeichnet. In Österreich ist hierfür der Begriff Pölzung gebräuchlich, in der Schweiz Spriessung.
Ein Verbau, der durch rückseitige Zuganker gehalten wird, wird auch als Ankerwand bezeichnet.

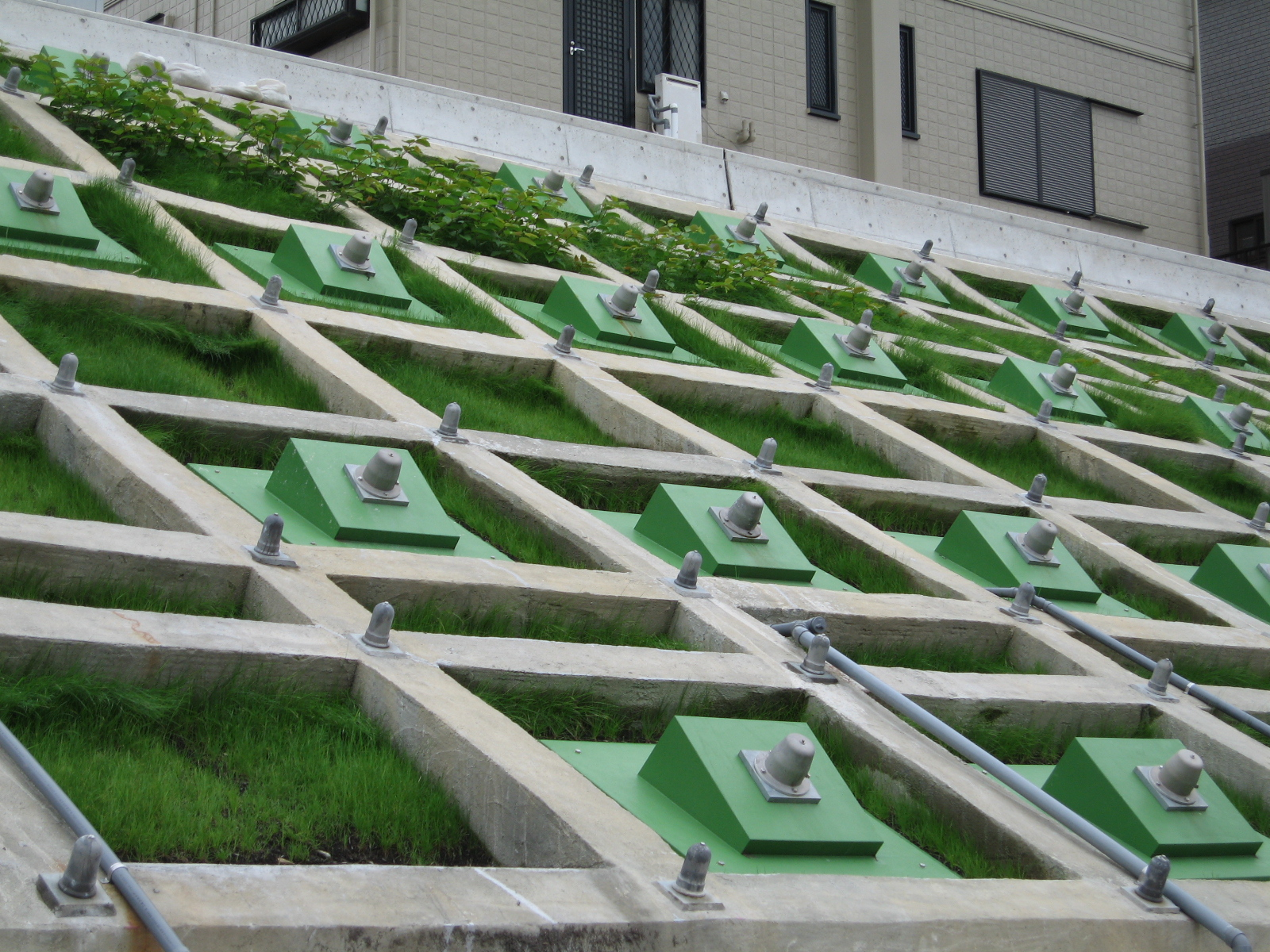
Sicherung einer Böschung durch ein Raster aus Stahlbeton und nachträglich eingesetzten Ankerplatten aus FFU-Kunstholz in der Art einer Ankerwand

## Aufgabe
Der Verbau sichert einen Hohlraum vor Einsturz, nachrutschendem Erdreich, eindringendem Wasser oder Erosion und schützt so Verkehrswege, Leitungsführungen, Arbeitsraum, Geräte und Menschen vor Gefahren und Beeinträchtigungen. Ausführung und Standsicherheit von Verbauen sind Gegenstand der Arbeitsschutzverordnungen und durch entsprechende Normen geregelt.
Die unterschiedlichen Hohlräume mit ihren spezifischen Anforderungen führen zu speziellen Techniken.
Der Bergbau (siehe Grubenausbau) hat dabei die längste Erfahrung und Tradition in der Ausführung von Verbauen, die Großprojekte im Tunnelbau haben zur aktuellen Weiterentwicklung der Technologien beigetragen.
Im Bereich des Erdbaus, des Hoch- und Tiefbaus und der Leitungsverlegung lassen sich die eingesetzten Technologien grob nach zwei Gesichtspunkten unterscheiden: Beim Grabenverbau stützen einander die seitlichen Sicherungen ab, beim Baugrubenverbau wird der Verbau durch Einspannung im Boden oder Rückverankerung gesichert. 
Außerdem wird in folgende Arten des Verbaus unterschieden:

## Verbauarten

### Trägerbohlwand

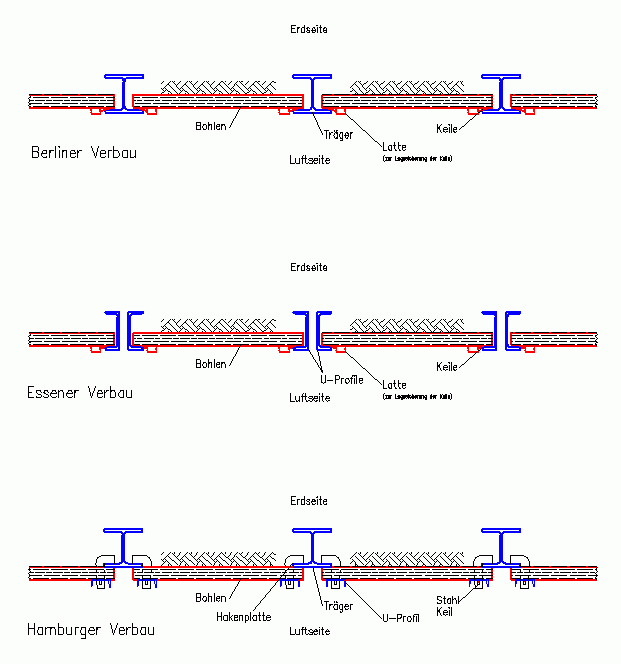
Trägerbohlwand

#### Berliner Verbau
Der klassische Berliner Verbau ist die meistverbreitete Variante. Als Verbauträger wird ein IPB-Träger, seltener ein IPE-Träger verwendet. Die Bohlen werden zwischen den Verbauträgern, dem Aushub folgend, angeordnet und stützen sich gegen die Trägerflansche ab. Sie werden zwischen Träger und Boden verkeilt. Die Bohlen bestehen aus Holz und können, ebenso wie die Träger, beim Rückbau wieder verwendet werden. In diesem Fall muss ein Arbeitsraum zwischen Bauwerk und Trägerbohlwand vorhanden sein. In seltenen Fällen und bei beengten Platzverhältnissen können statt Holzbohlen auch Betondielen eingebaut werden. Dann kann auf einen Arbeitsraum verzichtet werden und es werden später nur die Verbauträger gezogen. Die Betondielen verbleiben im Boden, da sie nicht verrotten können. Bei größeren Aushubtiefen werden zur Abstützung eine horizontale Gurtung aus 2 nebeneinanderliegenden U-Profilen vor den Verbauträgern angeordnet, die durch Verpressanker o. ä. rückverankert werden.

#### Essener Verbau
Der Essener Verbau ist ähnlich wie der Berliner Verbau, nur dass die Verbauträger aus zwei nebeneinander liegenden U-Profilen bestehen, die durch Laschen verbunden werden. Bei größeren Aushubtiefen kann dann zur Rückverankerung auf eine zusätzliche horizontale Gurtung verzichtet werden. Die Verpressanker o. ä. können direkt zwischen den U-Profilen angeordnet werden.

#### Hamburger Verbau
Der Hamburger Verbau unterschied sich vom Berliner Verbau durch die Befestigung der Bohlen. Hier werden die Bohlen nicht zwischen, sondern vor den Verbauträgern angeordnet und durch geschlitzte Hakenbleche mit kurzen U-Profilen oder Schipplie-Eisen zu den Verbauträgern rückverankert. Diese Bauart wird nur noch selten verwendet.

### Verbauboxen
Bei Verbauboxen werden zwei großformatige Stahlverbauplatten als komplette Einheit in den bereits ausgehobenen Graben eingestellt und durch zwischen diesen angebrachte Spindeln gegen die Grabendwände gepresst. Bei Böden, die auch nicht vorübergehend über eine ausreichende Standfestigkeit verfügen, müssen die Verbauboxen mit dem Fortschritt des Grabenaushubs in den Boden eingedrückt werden.

### Gleitschienen-Verbaueinheiten
Strebengestützte Gleitschienenpaare werden in den Graben eingestellt und anschließend die Verbauplatten in die Gleitschienen eingesetzt. Dies hat den Vorteil, dass die Verbautiefe während der Bauarbeiten angepasst werden kann.

### Bohrpfahlwand
Die Bohrlöcher werden, je nach Bauart der Bohrpfahlwand, bewehrt oder unbewehrt mit Ortbeton ausbetoniert. Diese Art des Verbaus hemmt die Erdbewegungen der Umgebung besonders. Ab größeren Höhen sind Rückverankerungen erforderlich. Es wird in drei Bauweisen unterschieden (überschnittene Pfähle, tangierende Pfähle, aufgelöste Wand mit Austrittsmöglichkeit für Wasser).

### Schlitzwand (nach DIN 4126)
Diese Art des Verbaus ist eine geschlossene Wand aus Stahlbeton oder Faserbeton bis zu 100 m Höhe. Parallel zum Aushub mit einem Schlitzwandgreifer wird der offene Schlitz mit Bentonit-Suspension verfüllt. Danach wird die Bewehrung abgesenkt und die Wand betoniert. Der schwerere Beton sinkt zu Boden und verdrängt dabei die Bentonit-Suspension, welche oben abgepumpt wird.

### Spundwand
Bei dieser Verbauart werden Spundwandbohlen aus Stahl nebeneinander in den Boden gerammt oder gedrückt. Die Bohlen sind dafür an den Kanten so geformt, dass sie ineinander greifen. Nach dem Einrammen kann die Baugrube ausgehoben werden. Je nach Tiefe müssen in gewissen Abständen Rückverankerungen oder Aussteifungen eingebracht werden. Spundwände können wasserdicht hergestellt werden.